# Херувимская песнь
Херуви́мская песнь (греч. Χερουβικός Ὕμνος; кратко по первым словам — И́же херуви́мы) в византийском обряде (православие и грекокатолицизм) — песнопение, которое поют на литургии. Служит подготовкой верующих к Великому входу и разделяет его на две части. С точки зрения большинства литургистов, не является молитвой, а описывает действия, невидимо происходящие в данный момент литургии.
Херувимская песнь была включена в чин литургии императором Юстином II в 573 году.

## Текст
При переводе греческих молитв славянские переводчики старались сохранить количество слов в молитве, слогов, ударений, мелодии.

Первая часть: церк.-слав. И́же Херуви́мы та́йно образу́юще и Животворя́щей Тро́ице Трисвяту́ю песнь припева́юще, вся́кое ны́не жите́йское отложи́м попече́ние.
Перевод: рус. [Мы,] таинственно изображающие Херувимов и воспевающие Животворящей Троице Трисвятую песнь, да отложим ныне всякую житейскую заботу…
Вторая часть: церк.-слав. Я́ко да Царя́ всех поды́мем, а́нгельскими неви́димо дориноси́ма чи́нми. Аллилуи́а, аллилуи́а, аллилуи́а.
Перевод: рус. …чтобы нам принять Царя всех [разумных существ], невидимо сопровождаемого, словно телохранителями, воинствами Ангелов. Аллилуиа.
Оригинальный текст (греч.)Οἱ τὰ Χερουβεὶμ μυστικῶς εικονίζοντες καὶ τῇ Ζωοποιῷ Τριάδι τὸν Τρισάγιον ὕμνον προσᾴδοντες πᾶσαν τὴν βιωτικὴν ἀποθώμεθα μέριμναν ὠς τὸν βασιλέα τῶν ὃλων ὑποδεξόμενοι ταῖς ἀγγελικαῖς ἀοράτως δορυφορούμενον τάξεσιν. Ἀλληλούϊα

### Старообрядчество
До книжной справы 1650-х годов текст песнопения был другим:

Первая часть: церк.-слав. И́же Херуви́мы та́йно образу́юще и Животворя́щей Тро́ице Трисвяту́ю песнь принося́ще, вся́ку ны́не жите́йскую отве́ржем печа́ль.
Перевод: рус. [Мы,] таинственно изображающие Херувимов и приносящие Животворящей Троице Трисвятую песнь, да отвержем ныне всякую житейскую заботу…
Вторая часть: церк.-слав. Я́ко Царя́ всех подъе́млюще, а́нгельскими неви́димо дароноси́ма чи́нми. Аллилуи́а.
Перевод: рус. поднимая Царя всех [разумных существ], невидимо несомого, как дары, воинствами Ангелов. Аллилуиа.

Этот текст и по сей день используется в Божественной Литургии древлеправославными христианами, называемыми также «староверами» или «старообрядцами».

## Использование за литургией

### Одновременные священнодействия
Великий вход во время Херувимской песни символизирует добровольное шествие Христа на крестные страдания и смерть.
При протяжном пении первой части Херувимской песни
- Открываются Царские врата
- Диакон (в его отсутствии — священник) совершает каждение алтаря, иконостаса и молящихся (малое каждение)[4], шёпотом читая псалом 50
- Священник в это время стоит перед престолом и читает особую тайную священническую молитву: «Никто́же досто́ин от связа́вшихся плотски́ми похотьми́…»
- Диакон, завершив каждение, встаёт рядом со священником, обратившись лицом к иконе Христа на горнем месте
- Священник, воздев руки кверху, вполголоса (так, что обычно бывает слышно только в алтаре), трижды читает первую часть Херувимской песни, а диакон, подняв кверху орарь, как при произношении ектений, после каждого из трёх раз, читает вторую часть Херувимской песни
- После этого священник с диаконом крестятся, кланяются, целуют престол
- Священник через открытые Царские врата кланяется прихожанам со словами: «Прости́те меня́ отцы́, бра́тия и се́стры вся, ели́ка согреши́л пред ва́ми де́лом, сло́вом и помышле́нием»
- Священник с диаконом отходят к жертвеннику
- Священник кадит жертвенник, отдаёт кадило диакону, снимает со Святых Даров возду́х и возлагает его на левое плечо диакона, затем берёт с жертвенника дискос с Агнцем и вынутыми из просфор частицами, поставляет на главу диакона
- Священник берёт потир и за свещеносцами и диаконом выходит из алтаря северной диаконской дверью на солею
- Священнослужители шествуют до амвона и поворачиваются лицом к мирянам
- Поминают предстоятеля поместной церкви, правящего архиерея, благотворителей этого храма или монастыря, присутствующих и всех православных христиан

Во время пения второй части Херувимской песни
- Священник с диаконом входят в алтарь через Царские врата со словами: «Свяще́нство (диа́конство) твое́ да помяне́т Госпо́дь Бог во Ца́рствии Свое́м всегда́ ны́не и при́сно и во ве́ки веко́в. Ами́нь»
- Священник ставит сначала потир на престол (точнее — на развёрнутый антиминс)
- Взяв у диакона дискос, ставит его слева от потира
- Со Святых Даров снимаются покровцы и полагаются на края престола
- Дискос и потир покрываются возду́хом
- Священник кадит Святые Дары, тихо читая тропари Великой Субботы и стихи 50-го псалма
- Царские врата затворяются, и завеса закрывается

При архиерейском служении порядок действий несколько иной:
- расстилаются орлецы
- совершается омовение рук
- заканчивается проскомидия
- на входе священнослужителям предшествуют иподиаконы с архиерейской митрой, омофором, жезлом, трикирием, дикирием и рипидами
- архиерей в Царских вратах сначала у протодиакона принимает дискос и поминает предстоятеля поместной церкви (патриарх поминает предстоятелей всех поместных церквей), ставит дискос на престол и кадит священника с потиром
- хор поёт: «Аминь»
- архиерей у протоиерея (или архимандрита) принимает в Царских вратах потир, поминает благотворителей, присутствующих и всех православных христиан, ставит потир на престол
- хор второй раз поёт «Аминь» и вторую часть Херувимской песни
- Царские врата не закрываются
- сразу после Херувимской песни возможна пресвитерская хиротония

### Заменяющие песнопения
Херувимская песнь поётся на литургии Иоанна Златоуста и литургии Василия Великого. Однако из этого правила существуют исключения, в рамках которых поются иные песнопения, выполняющие функцию Херувимской песни в особых случаях:
- в Великий Четверг поётся песнопение:

Повторяющийся текст: церк.-слав. Ве́чери Твоея́ та́йныя днесь, Сы́не Бо́жий, прича́стника мя прими́: не бо враго́м Твои́м та́йну пове́м, ни лобза́ния Ти дам, я́ко Иу́да, но я́ко разбо́йник испове́даю Тя: помяни́ мя, Го́споди, во Ца́рствии Твое́м.
Перевод: рус. Сын Божий, прими меня сегодня как причастника Твоей Тайной вечери. Не предам тайны Твоим врагам, не поцелую Тебя, как Иуда. Но подобно (благоразумному) разбойнику исповедаю Тебя: Помяни меня, Господи, во Царствии Твоём.
В конце добавляется: Аллилуи́а, аллилуи́а, аллилуи́а.

- в Великую Субботу:

Первая часть: церк.-слав. Да молчи́т вся́кая плоть челове́ча, и да стои́т со стра́хом и тре́петом, и ничто́же земно́е в себе́ да помышля́ет: Царь бо ца́рствующих, и Госпо́дь госпо́дствующих, прихо́дит закла́тися и да́тися в снедь ве́рным.
Перевод Ольги Седаковой: рус. Да молчит всякая плоть человеческая и да стоит со страхом и трепетом и ни о чём земном в себе не помышляет: ибо Царь царствующих и Господь господствующих идёт на заклание отдать Себя в пищу верным.
Вторая часть: церк.-слав. Предхо́дят же Сему́ ли́цы А́нгельстии со вся́ким Нача́лом и Вла́стию, многоочи́тии Херуви́ми, и шестокрила́тии Серафи́ми, ли́ца закрыва́юще, и вопию́ще песнь: Аллилуи́а, аллилуи́а, аллилуи́а.
Перевод: рус. Предваряют Его сонмы Ангелов со всеми Началами и Властями: многоочитые Херувимы и шестикрылые Серафимы, закрывая лица свои и воспевая песнь: Славьте Бога, хвалите Бога, восхваляйте Господа.
Оригинальный текст (греч.)Σιγησάτω πᾶσα σάρξ βροτεία, καὶ στήτω μετὰ φόβου καὶ τρόμου, καὶ μηδὲν γήϊνον ἐν ἑαυτῇ λογιζέσθω· ὁ γὰρ Βασιλευς τῶν βασιλευόντων, καὶ Κύριος τῶν κυριευόντων, προσέρχεται σφαγιασθῆναι, καὶ δοθῆναι εἰς βρῶσιν τοῖς πιστοῖς·

προηγοῦνται δὲ τούτου, οἱ χοροὶ τῶν Ἀγγέλων, μετὰ πάσης ἀρχῆς καὶ ἐξουσίας, τὰ πολυόμματα Χερουβίμ, καὶ τὰ ἑξαπτέρυγα Σεραφίμ, τὰς ὄψεις καλύπτοντα, καὶ βοῶντα τὸν ὕμνον· Ἀλληλούϊα, Ἀλληλούϊα, Ἀλληλούϊα.

- на Литургии преждеосвященных Даров:

Первая часть: церк.-слав. Ны́нѣ си҄лы Небе́сныѧ съ на́ми неви́димѡ слꙋ́жатъ се́ бо вхо́дитъ Ца́рь сла́вы сѐ Же́ртва та́йнаѧ соверше́на дорѷно́ситсѧ.
Перевод иеромонаха Амвросия (Тимрота): рус. Ныне Силы Небесные с нами невидимо служат, ибо вот, входит Царь Славы, вот Жертва, таинственная, совершенная, ими сопровождается.
Вторая часть: церк.-слав. Вѣ́рою и҆ любо́вїю пристꙋ́пимъ, да прича҄стницы жи́зни вѣ́чныѧ бꙋ́демъ. а҆ллилꙋ́їа, а҆ллилꙋ́їа, а҆ллилꙋ́їа.
Перевод: рус. С верою и любовию приступим, чтобы стать нам причастниками жизни вечной. Славьте Бога, хвалите Бога, восхваляйте Господа.
Оригинальный текст (греч.)Νῦν αἱ Δυνάμεις τῶν οὐρανῶν σὺν ἡμῖν ἀοράτως λατρεύουσιν. Ἰδοὺ γὰρ εἰσπορεύεται ὁ Βασιλεὺς τῆς δόξης. Ἰδοὺ θυσία μυστική, τετελειωμένη, δορυφορεῖται. Πίστει καὶ πόθῳ προσέλθωμεν, ἵνα μέτοχοι ζωῆς αἰωνίου γενώμεθα. Ἀλληλούϊα.

### Музыкальные варианты
Изначально Херувимская песнь каждый раз исполнялась в унисон (или в исон) только одним старинным византийским напевом. Некоторые вариации мелодии возникали лишь при переводах Херувимской песни с греческого языка на латинский, сирийский, грузинский, церковнославянский и иные языки богослужения. В русской литургической практике Херувимская песнь является внегласовым песнопением. С появлением и развитием в Европе полифонической музыки стали предприниматься попытки изменить мелодии всех церковных песнопений, в том числе Херувимской песни. Среди всех поместных православных церквей наибольшие музыкальные изменения произошли в Русской церкви. Многие русские композиторы писали музыку на текст Херувимской песни (например, Пётр Чайковский написал три Херувимских). В настоящее время в храмах России Херувимскую песнь чаще всего поют:
- гармонизацию знаменного распева
- Греческого распева
- Обиходного распева
- Старосимоновскую
- напева Ниловой пустыни в изложении С. А. Зайцева
- Невскую
- Софрониевскую
- Владимирскую в изложении Александра Кастальского
- Александра Архангельского
- на подобен «Благообразный Иосиф»
- Симоновскую-Стрелецкую в изложении Д. Соловьёва
- игумена Никифора (Кирзин)
- Дмитрия Бортнянского № 5
- «Из рукописных нот»
- диакона Сергия Трубачёва
- игумена Силуана (Туманова)
- В. К. Ковальджи
- «Рахманинова» (В. Н. Чуенкова)